# Comarca de Arzúa
La comarca de Arzúa es una comarca situada en el noroeste de España, en la provincia de La Coruña (Galicia). Limita, al norte, con las comarcas de Órdenes y Betanzos; al este, con la comarca de Tierra de Mellid; al sur, con la provincia de Pontevedra; y al oeste, con la comarca de Santiago.

## Municipios
Está formada por los siguientes municipios: 
- Arzúa
- Boimorto
- El Pino
- Touro